# أسامه ألطف
أسامة بن محمد صالح بن سعيد الطف (7 يناير 1965) شريك و مدير عام شركه اكسنشر الاستشارية العالمية منذ عام 2019 م ، كلف بالعمل رئيساً لـ البريد السعودي عام 2016 م ، رئيس مجلس إدارة شركة ناقل للنقل والخدمات اللوجستية ، رئيس مجلس إدارة شركة إرسال للحوالات المالية، رئيس مجلس إدارة شركة البريد الممتاز، ورئيس مجلس إدارة شركة الخدمات البريدية.
عمل قبل ذلك نائباً لرئيس البريد السعودي للتحول، وكان مستشاراً لمعالي رئيس مجلس إدارة البريد السعودي وزير الاتصالات وتقنية المعلومات وكبير المستشارين، وقبلها نائباً لرئيس البريد السعودي للشؤون الفنية وتقنية المعلومات.
أشرف خلال عمله بالبريد السعودي على إعداد وتنفيذ ومتابعة الخطة الإستراتيجية للتحول للعمل على أسس تجارية من خلال شركة قابضة تملك شركات تحقق الربحية قابلة للتخصيص سعياً لتحقيق إيرادات غير نفطية للمملكة، كما قاد العديد من المشاريع التطويرية الكبيرة لتطوير البنية التحتية اللازمة لتحول قطاع البريد.
عمل قبل ذلك مديرا عاما للشركة الوطنية لخدمة البيانات والحلول المتكاملة ، كما عمل في رئاسة الاستخبارات العامة مديراً لإدارة الحاسب الآلي، وقبلها مديراً لإدارة الدراسات التقنية، ومديراً للبحث والتطوير بالإدارة العامة للشؤون الفنية. كما عمل معيدا بقسم الهندسة الكهربائية والحاسبات بجامعة أم القرى.
حصل على جائزة الشرق الأوسط لأفضل القيادات الشابة عام 2009م، اختير عضواً بجمعية الشرف الهندسية الأمريكية تاو بيتا بأي (Tau Beta Pi) للتميز الأكاديمي والشخصية المثالية عام 1996م، كما اختير عضواً بجمعية الشرف في علوم القرار الأمريكية ألفا يوتا دلتا (Alpha Iota Delta) للإنجاز المتفوق عام 1995م.

## نشأته
ولد الدكتور أسامة في مكة المكرمة عام 1965م، وهو ابن الأستاذ/ محمد صالح بن سعيد بن أحمد الطف مدير البعثات الخارجية سابقا بجامعة أم القرى، جده الشيخ حسن بن أحمد الطف المربي المعروف في مدينة الطائف الذي درس أجيالا كثيرة تبنت مناصباً في الدولة، وجده الزعيم (العميد) جميل بن أحمد الطف مدير شرطة الرياض سابقاً، وعمه اللواء محمد علي بن حسن الطف مدير المباحث الإدارية سابقاً.

## خلفيته العلمية
حصل على تأهيله العلمي في كل من معهد ماساتشوستس للتقنية (MIT) بالولايات المتحدة الأمريكية، وجامعة أكسفورد بالمملكة المتحدة،Missouri University of Science and Technology بالولايات المتحدة الأمريكية حيث حصل على درجة الدكتوراه بمرتبة الشرف في الإدارة الهندسية (بمعدل تراكمي 4 من 4) عام 1996م، وكذلك الماجستير بمرتبة الشرف في هندسة الحاسب والكهرباء عام 1993م، وجامعة الملك فهد للبترول والمعادن حيث نال درجة البكالوريوس بمرتبة الشرف في الهندسة الكهربائية عام 1986م.

## مناصبه وإنجازاته

### البريد السعودي 2005 – 2018
عمل بالبريد السعودي وتقلد عدة مناصب، أولها نائباً للرئيس للشؤون الفنية وتقنية المعلومات، ثم مستشاراً لمعالي رئيس مجلس الإدارة وزير الاتصالات وتقنية المعلومات وكبير المستشارين، ثم نائباً لرئيس البريد السعودي للتحول إلى أن كلف برئاسة البريد السعودي في مايو 2016م.
أثناء عمله بالبريد، قاد أعمال إعداد وتنفيذ ومتابعة الخطة الإستراتيجية للتحول للعمل على أسس تجارية من خلال شركة قابضة تملك شركات تحقق الربحية وبما يهيئوها للتخصيص بإنشاء الشركات الجديدة والتطوير سعياً لتحقيق إيراد كاف للاستغناء عن الدعم الحكومي.

### الشركة الوطنية لخدمة البيانات والحلول المتكاملة 2003 –2004
عمل مديرا عاما للشركة الوطنية لخدمة البيانات والحلول المتكاملة ، قاد خلالها أعمال التطوير الاستراتيجي وكافة أنشطة الشركة مما أدى إلى زيادة المبيعات بنسبة تفوق 47 %.

### رئاسة الاستخبارات العامة 1987 -2003
عمل في رئاسة الاستخبارات العامة مديراً لإدارة الحاسب الآلي، وقبلها مديرا لإدارة الدراسات التقنية وكان قبل ذلك مديرا للبحث والتطوير وعمل على إعداد خطة خمسية لإنشاء مركز معلومات متكامل، وإدارة مشاريع الشبكات والإنترنت والإنترانت والأرشفة الآلية والمعلومات من إعداد المواصفات إلى تشغيلها وتسليمها بنجاح

## جامعة أم القرى 1986 -1987
عمل معيدا بقسم الهندسة الكهربائية والحاسبات بجامعة أم القرى.

## المشاركات
- أشرف على تنظيم اجتماع مدراء بريد الدول العربية بطلب من الاتحاد البريدي العالمي التابع للأمم المتحدة، وعلى تنظيم مؤتمر ومعرض البريد والتقنية، والعديد من الفعاليات على مستوى المملكة.
- رأس العديد من اللجان والوفود الرسمية لتمثيل المملكة في المحافل والاجتماعات الدولية الخليجية والعربية والعالمية.
- مثل الرئاسة في العديد من اللجان أهمها مشروع الخطة الوطنية لتقنية المعلومات بالمملكة، ولجنة الإنترنت الأمنية الدائمة بالمملكة، واللجنة العلمية الوطنية الدائمة لدراسات تقنيات الاتصالات وشبكات المعلومات بالمملكة.

## الأبحاث العلمية
له عدة ابحاث نشرت في مؤتمرات ومجلات علـمـية محكـمة في مجال الشبكات العصبية الصناعية (Artificial Neural Networks) والتصنيف المبـهم (Fuzzy classification) ومعالجة الصور وتعرف الحاسب الآلي على وجه الإنسان، فاز أحدها بجائزة أفضل بحث قدم في المؤتمر.

## جوائزه
- جائزة الشرق الأوسط لأفضل القيادات الشابة، معهد الشرق الأوسط للتميز، عام 2009م.
- اختير عضواً بجمعية الشرف الهندسية الأمريكية تاو بيتا بأي (Tau Beta Pi) للتميز الأكاديمي والشخصية المثالية عام 1996م.
- اختير عضواً بجمعية الشرف في علوم القرار الأمريكية ألفا يوتا دلتا (Alpha Iota Delta) للإنجاز المتفوق عام 1995م.
- ميدالية التقدير العسكري من الدرجة الأولى بأمر خادم الحرمين الشريفين عام 2003م.
- حصل على الأنواط العسكرية: الابتكار، الإتقان، الإدارة، الخدمة العسكرية، المعركة، المئوية.
- جائزة المركز «الأول» في دورة الإستخبارات التأسيسية عام 1997م.
- جائزة الأمير بندر بن سلطان للتفوق العلمي في مرحلة الدكتوراه عام 1997م.
- جائزة التفوق العلمي في مرحلة الدكتوراه، رئاسة الإستخبارات العامة عام 1996م.
- جائزة أفضل بحث قدم في المؤتمر التاسع لتقنيات الحاسب الآلي الواعدة (MASECT ’95) عام1995م.
- جائزة أفضل تصميم طلابي، عن تصميم آلي مبتكر، معهد مختصي التعليب عام 1994م.
- درع مرتبة الشرف في مرحلة البكالوريوس من جامعة الملك فهد للبترول والمعادن عام 1986م.